# Viêm tụy mãn tính
Viêm tụy mãn tính là tình trạng viêm tụy lâu dài làm thay đổi cấu trúc và chức năng bình thường của cơ quan này. Nó có thể xuất hiện dưới dạng các đợt viêm cấp tính ở tuyến tụy đã bị tổn thương trước đó, hoặc là tổn thương mạn tính với các cơn đau hoặc việc kém hấp thu. Đây là một quá trình bệnh đặc trưng bởi tổn thương không hồi phục đối với tuyến tụy vì khác biệt với những thay đổi có thể bị đảo ngược trong viêm tụy cấp.     

## Dấu hiệu và triệu chứng
- Đau bụng trên: Đau bụng trên tăng sau khi uống hoặc ăn, giảm khi nhịn ăn hoặc ngồi và nghiêng về phía trước. Một số người có thể không phải chịu đau đớn.[2][3]
- Buồn nôn và nôn mửa [2][3]
- Nhiễm trùng mỡ: Thường xuyên, nhờn, đi cầu có mùi hôi. Tổn thương tuyến tụy làm giảm sản xuất các enzyme tuyến tụy hỗ trợ tiêu hóa, có thể dẫn đến suy dinh dưỡng. Chất béo và chất dinh dưỡng không được hấp thụ đúng cách, dẫn đến phân lỏng, nhờn được gọi là lậu.[2][3]
- Giảm cân ngay cả khi thói quen ăn uống và số lượng ăn vào là bình thường.[3]
- Bệnh tiểu đường loại 1: viêm tụy mãn tính có thể ảnh hưởng đến khả năng của đảo tụy sản xuất insulin để điều chỉnh glucose mức, dẫn đến bệnh tiểu đường loại 1.[2] Các triệu chứng của bệnh tiểu đường loại 1 bao gồm đói và khát tăng, đi tiểu thường xuyên, giảm cân và mệt mỏi.    [ <span title="This claim needs references to reliable sources. (January 2018)">cần dẫn nguồn</span> ][ <span title="This claim needs references to reliable sources. (January 2018)">cần dẫn nguồn</span> ]

## Nguyên nhân
Trong số các nguyên nhân gây viêm tụy mãn tính là:
- Rượu
- Rối loạn tự miễn dịch
- Tắc nghẽn nội khí quản
- Viêm tụy vô căn
- Khối u
- Thiếu máu cục bộ
- Sỏi tụy

 Mối quan hệ giữa các yếu tố nguyên nhân, khuynh hướng di truyền và tốc độ tiến triển của bệnh đòi hỏi phải làm rõ thêm, mặc dù nghiên cứu gần đây cho thấy hút thuốc có thể là một yếu tố nguy cơ cao để phát triển viêm tụy mãn tính. Trong một nhóm nhỏ bệnh nhân viêm tụy mãn tính đã được chứng minh là do di truyền. Hầu như tất cả các bệnh nhân bị xơ nang đã thành lập viêm tụy mãn tính, thường là từ khi sinh ra. Đột biến gen xơ nang cũng đã được xác định ở những bệnh nhân bị viêm tụy mãn tính nhưng ở những người này không có biểu hiện nào khác của bệnh xơ nang. Tắc nghẽn ống tụy vì quá trình lành tính hoặc ác tính cũng có thể dẫn đến viêm tụy mãn tính.

## Sinh lý bệnh

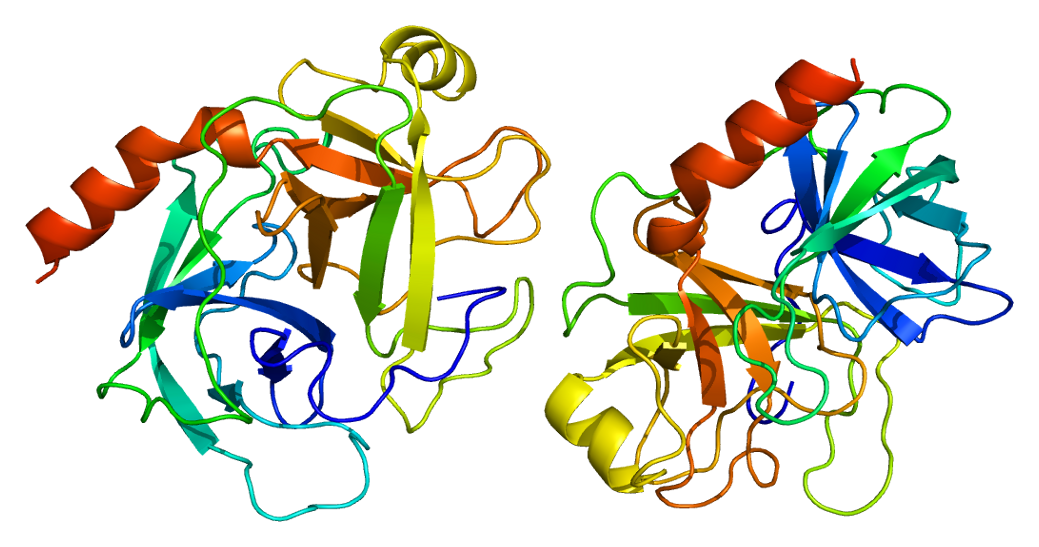
PRSS1

Cơ chế của viêm tụy mãn tính nhìn từ quan điểm di truyền cho thấy khởi phát sớm của đau vùng thượng vị nghiêm trọng bắt đầu ở thời thơ ấu. Đây là một bệnh chi phối tự phát, bệnh viêm tụy mãn tính được xác định trong gen trypsinogen cation PRSS1, và đột biến, R122H. R122H là đột biến phổ biến nhất đối với viêm tụy mạn tính di truyền khi thay thế arginine bằng histidine ở vị trí amino acid 122 của protein trypsinogen. Tất nhiên, có các cơ chế khác - rượu, suy dinh dưỡng, hút thuốc - mỗi cơ chế thể hiện tác dụng riêng của nó trên tuyến tụy.